# Марьяновский сельский совет (Крым)
Марьяновский сельский совет (укр. Мар'янівська сільська рада, крымскотат. Mare köy şurası) — согласно законодательству Украины — административно-территориальная единица в Красногвардейском районе Автономной Республики Крым, расположенная в центральной части района в степной зоне полуострова. Население по переписи 2001 года — 3140 человек, площадь 82 км² — 4,65 % площади района.
К 2014 году состоял из 3 сёл:
- Марьяновка
- Ульяновка
- Щербаково

## История
Марьяновский сельский совет образован в период с 1960 по 1968 год перенесением центра Даниловский сельский совет. На 1 января 1968 года включал следующие населённые пункты:

| - Акимовка - Даниловка - Марьяновка | - Ульяновка - Щербаково |

Тот же состав сохранился и к 1 января 1977 года. К 1985 году упразднены Акимовка и Даниловка (в перечнях административно-территориальных изменений после этой даты не упоминается) и совет обрёл современный состав. С 12 февраля 1991 года сельсовет в восстановленной Крымской АССР, 26 февраля 1992 года переименованной в Автономную Республику Крым. С 21 марта 2014 года в составе Крыма аннексирован Россией. Законом «Об установлении границ муниципальных образований и статусе муниципальных образований в Республике Крым» от 4 июня 2014 года территория административной единицы была объявлена муниципальным образованием со статусом сельского поселения.